# Marija Alexandrowna Gurowa
Marija Alexandrowna Gurowa (russisch Мария Александровна Гурова; * 16. April 1989 in Jegorjewsk) ist eine russische Ringerin. Sie wurde 2014 Europameisterin in der Gewichtsklasse bis 53 kg Körpergewicht.

## Werdegang
Marija Gurowa begann in ihrer Heimatstadt im Jahre 2000 mit dem Ringen. Sie ist Mitglied eines Sportclubs in Jegorjewsk und wird dort von Oleg Jurewitsch Tschernow trainiert. Sie ist zurzeit Psychologie-Studentin und kämpft in der Gewichtsklasse bis 55 kg Körpergewicht.
2006 gelangen ihr im Juniorenbereich zwei große Erfolge. Sie wurde in diesem Jahr gleich zweimal Junioreneuropameisterin, zunächst in Szombathely in der Altersgruppe „Juniors“ (bis zum 18. Lebensjahr) und danach in Istanbul in der Altersgruppe „Cadets“ (bis zum 16. Lebensjahr). 2007 und 2008 war sie bei keiner weiteren internationalen Meisterschaft am Start. 2009 wurde sie jedoch in Tiflis noch einmal Junioreneuropameisterin in der Gewichtsklasse bis 55 kg vor Anastasija Grigorjeva, Lettland, und Julija Blahinja, Ukraine. Bei der Junioren-Weltmeisterschaft 2009 in Ankara schied sie nach zwei Siegen durch eine Niederlage gegen Marwa Amri aus Tunesien aus und kam nur auf den 8. Platz.
2010 wurde Marija Gurowa russische Meisterin bei den Senioren in der Gewichtsklasse bis 55 kg. Sie wurde daraufhin auch bei der Weltmeisterschaft in Moskau eingesetzt und kam dort zu Siegen über Valentina Minguzzi, Italien, Sündewiin Bjambatseren, Mongolei, und Marwa Amri, verlor aber dann gegen Saori Yoshida aus Japan und im Kampf um eine WM-Bronzemedaille auch gegen Tatjana Padilla aus den Vereinigten Staaten und belegte damit den 5. Platz.
2011 konnte sie ihren russischen Meistertitel nicht verteidigen, war aber bei der Europameisterschaft in Dortmund am Start. Dort siegte sie über Hafize Sahin, Türkei, und Emese Szabo, Ungarn, verlor dann gegen Ida-Theres Nerell aus Schweden und erkämpfte sich danach durch einen Sieg über Ana Maria Pavăl aus Rumänien eine EM-Bronzemedaille. Bei der Weltmeisterschaft in Istanbul verlor sie ihren ersten Kampf gegen Tonya Verbeek aus Kanada. Da diese aber den Endkampf erreichte, konnte sie in der Trostrunde weiterringen und besiegte Batbaataryn Nomin-Erdene, Mongolei, und Julia Ratkewitsch aus Aserbaidschan. Im Kampf um eine WM-Bronzemedaille unterlag sie aber gegen Tetjana Lasarewa aus der Ukraine und wurde deshalb wie schon 2010 Fünfte.
2012 belegte Marija Gurowa bei der russischen Meisterschaft hinter Walerija Scholobowa den 2. Platz. Sie wurde auch bei der Europameisterschaft dieses Jahres in Belgrad eingesetzt und gewann dort hinter Natalja Sinischin, Ukraine, und Sofia Mattsson aus Schweden eine EM-Bronzemedaille. Bei den Olympischen Spielen in London war für Russland Walerija Scholobowa am Start. Marija Gurowa war aber im September 2012 bei der zusätzlich zu den Olympischen Spielen ausgetragenen Weltmeisterschaft in kanadischen Strathcona County am Start, kam dort aber nur auf den 10. Platz.
2013 kam Marija Gurowa bei der russischen Meisterschaft in der Gewichtsklasse bis 55 kg hinter Walerija Scholobowa und Irina Kissel auf den 3. Platz, kam aber bei den internationalen Meisterschaften nicht zum Einsatz.
Im Januar 2014 siegte sie beim renommierten „Iwan-Yarigin“-Grand-Prix in Krasnojarsk in der Gewichtsklasse bis 53 kg. 2014 wurde sie in der Gewichtsklasse bis 53 kg zum zweiten Male russische Meisterin vor Natalja Malyschewa, Stalwira Orschusch und Ljubow Salnikowa. Im März 2014 stand sie beim Mannschafts-Welt-Cup in Tokio in der russischen Mannschaft. Sie siegte dort über Vanessa Brown, USA, Sumiya Erdenechimeg, Mongolei und Julija Blahinja, Ukraine. Im Finale Japan gegen Russland, das von Japan 8:0 gewonnen wurden, unterlag sie gegen die vielfache Olympiasiegerin und Weltmeisterin Saori Yoshida.
Ihre gute Form bewies Marija Gurawa auch bei der Europameisterschaft im April 2014 in Vantaa. In der Gewichtsklasse bis 53 kg siegte sie dort über Burcu Kebic, Türkei, Ewelina Nikolowa, Bulgarien, Natalja Budu, Moldawien und Maria Prevolaraki, Griechenland und wurde damit Europameisterin. Bei der Weltmeisterschaft 2014 in Taschkent wurde sie nicht eingesetzt.
Im Januar 2016 belegte sie beim „Iwan-Yarigin“-Grand-Prix in Krasnojarsk in der Gewichtsklasse bis 53 kg den 3. Platz hinter Ljubow Salnikowa und Chiho Hamada aus Japan. Im Februar 2016 startete sie auch bei der Klippen-Lady-Open, verletzte sich dort aber und erreichte nur den 10. Platz. Wegen dieser Verletzung konnte sie sich auch nicht um einen Startplatz bei den Olympischen Spielen in Rio de Janeiro bemühen.
2017 wurde sie in der Gewichtsklasse bis 55 kg erneut russische Meisterin. Im August 2017 nahm sie an der Weltmeisterschaft in Paris in dieser Gewichtsklasse teil. Sie siegte dort über Clarissa-Jane Holland aus Australien und Lalita aus Indien, verlor aber im Viertelfinale gegen Iryna Kuratschkina aus Weißrussland. Da diese das Finale nicht erreichte, schied sie aus und landete auf dem 7. Platz.
Im Mai 2018 erfolgte ihr bisher letzter Start bei einer internationalen Meisterschaft. In Kaspiisk trat sie in der Gewichtsklasse bis 55 kg an. Sie verlor dort in ihrem ersten Kampf wieder gegen Iryna Kuratschkina, sicherte sich aber dann mit Siegen über Lenka Hockova Martinkova aus Tschechien und Ewelina Nikolowa aus Bulgarien noch eine Bronzemedaille.

## Internationale Erfolge
| Jahr | Platz | Wettbewerb                               | Gewichtsklasse | Ergebnisse |
| 2006 | 2.    | Iwan-Yarygin-Memorial in Krasnojarsk     | bis 55 kg      | |
| 2006 | 1.    | Junioren-EM (Juniors) in Szombathely     | bis 55 kg      | vor Tatjana Bochan, Weißrussland und Valentina Minguzzi, Italien |
| 2006 | 1.    | Junioren-EM (Cadets) in Istanbul         | bis 56 kg      | vor Irina Chariw, Ukraine, Marleen Gottschling, Deutschland und Tajbe Jusein, Bulgarien                                                                                             |
| 2009 | 3.    | Großer Preis von Deutschland in Dormagen | bis 55 kg      | hinter Tonya Verbeek, Kanada und Natalja Golz, Russland |
| 2009 | 1.    | Junioren-EM in Tiflis                    | bis 55 kg      | vor Anastasija Grigorjeva, Lettland, Julia Blahinja, Ukraine und Katarzyna Krawczyk, Polen                                                                                          |
| 2009 | 8.    | Junioren-WM in Ankara                    | bis 55 kg      | nach Siegen über Gargi Yaday, Indien und Maria Prevolaraki, Griechenland und einer Niederlage gegen Marwa Amri, Tunesien                                                            |
| 2010 | 5.    | WM in Moskau                             | bis 55 kg      | nach Siegen über Valentina Minguzzi, Sündewiin Bjambatseren, Mongolei und Marwa Amri und Niederlagen gegen Saori Yoshida, Japan und Tatjana Padilla, USA                            |
| 2011 | 3.    | EM in Dortmund                           | bis 55 kg      | nach Siegen über Hafize Sahin, Türkei und Emese Szabo, Ungarn, einer Niederlage gegen Ida-Theres Nerell, Schweden und einem Sieg über Ana Maria Pavăl, Rumänien                     |
| 2011 | 1.    | Poland-Open in Tarnowo Podgórne          | bis 55 kg      | vor Agata Pietrzyk, Polen, Nicole Hauptmann, Deutschland und Joice Souza da Silva, Brasilien                                                                                        |
| 2011 | 5.    | WM in Istanbul                           | bis 55 kg      | nach einer Niederlage gegen Tonya Verbeek, Siegen über Batbaataryn Nomin-Erdene, Mongolei und Julia Ratkewitsch, Aserbaidschan und einer Niederlage gegen Tetjana Lasarewa, Ukraine |
| 2011 | 1.    | Intern. Pokalturnier in Tschechow        | bis 55 kg      | vor Natalja Smirnowa, Russland, Helen Maroulis, USA und Irina Ologonowa, Russland                                                                                                   |
| 2012 | 3.    | Golden-Grand-Prix in Krasnojarsk         | bis 55 kg      | hinter Murata Kanako, Japan, Walerija Scholobowa, Russland, gemeinsam mit Ajym Äbdildina, Kasachstan                                                                                |
| 2012 | 3.    | EM in Belgrad                            | bis 55 kg      | hinter Natalja Sinischin, Ukraine und Sofia Mattsson, Schweden, gemeinsam mit Ana Maria Pavăl                                                                                       |
| 2012 | 8.    | Welt-Cup in Tokio                        | bis 55 kg      | Siegerin. Tonya Verbeek vor Walerija Scholobowa |
| 2012 | 1.    | Poland-Open in Tarnowo Podgorne          | bis 55 kg      | vor Natalja Sinischin, Tetjana Lasarewa und Irina Ologonowa |
| 2012 | 10.   | WM in Strathcona County/Kanada           | bis 55 kg      | Siegerin: Saori Yoshida vor Helen Maroulis und Geeta, Indien |
| 2013 | 1.    | Intern. Turnier in Olympia/Griechenland  | bis 55 kg      | vor Helen Maroulis, USA, Giulia Rodrigues Penalber de Oliveira, Brasilien und Wiktoria Schalygina, Russland                                                                         |
| 2013 | 14.   | „Wacław-Ziółkowski“-Memorial in Spała    | bis 59 kg      | Siegerin: Marianna Sastin, Ungarn vor Taybe Mustafa Yusein, Bulgarien |
| 2014 | 1.    | „Iwan-Yarigin“-Grand-Prix in Krasnojarsk | bis 53 kg      | vor Maria Prevolaraki, Griechenland, Battsetseg Altantsetseg, Mongolei und Natalja Malyschewa, Russland                                                                             |
| 2014 | 1.    | Klippan-Lady-Open                        | bis 53 kg      | vor Whitney Conder, USA, Tatjana Debien und Aurelie Basset, beide Frankreich |
| 2014 | 1.    | EM in Vantaa                             | bis 53 kg      | nach Siegen über Burcu Kebic, Türkei, Ewelina Nikolowa, Bulgarien, Natalja Budu, Moldawien und Maria Prevolaraki                                                                    |
| 2014 | 3.    | Poland-Open in Dąbrowa Górnicza          | bis 53 kg      | hinter Betzabeth Angelica Arguello Villegas, Venezuela und Sumiya Erdenechimeg, Mongolei                                                                                            |
| 2015 | 16.   | Poland-Open in Warschau                  | bis 53 kg      | Siegerin: Katarzyna Krawczyk, Polen vor Ljubow Salnikowa, Russland |
| 2015 | 17.   | Golden-Grand-Prix in Baku                | bis 53 kg      | Siegerin: Helen Maroulis vor Sofia Mattsson, Schweden |
| 2016 | 3.    | „Iwan-Yarigin“-Grand-Prix in Krasnojarsk | bis 53 kg      | hinter Ljubow Salnikowa und Chiho Hamada, Japan |
| 2016 | 10.   | Klippan-Lady-Open                        | bis 53 kg      | Siegerin: Sofia Mattsson vor Mayu Mukaida, Japan |
| 2017 | 2.    | Großer Preis von Spanien in Madrid       | bis 55 kg      | hinter Becka Leathers, USA, vor Ramona Galambos, Ungarn und Biljana Dudowa, Bulgarien                                                                                               |
| 2017 | 7.    | WM in Paris                              | bis 55 kg      | nach Siegen über Clarissa-Jane Holland, Australien und Lalita, Indien und einer Niederlage gegen Irina Kuratschkina, Weißrussland                                                   |
| 2018 | 3.    | EM in Kaspiysk                           | bis 55 kg      | nach einer Niederlage gegen Irina Kuratschkina und Siegen über Lenka Hockova Martinkova, Tschechien und Ewelina Nikolowa                                                            |
| 2018 | 5.    | Großer Preis von Spanien in Madrid       | bis 55 kg      | hinter Sofia Mattsson, Marina Sednewa, Kasachstan, Ramona Galambos und Katarzyna Krawczyk                                                                                           |
| 2018 | 2.    | „Alexander-Medwed“-Preis in Minsk        | bis 55 kg      | hinter Marina Sednewa, vor Marina Simonjan, Russland und Davaanchimeg Erchenebayar, Mongolei                                                                                        |
| 2019 | 1.    | Großer Preis von Spanien in Madrid       | bis 55 kg      | vor Aolicja Cyzowicz, Polen, Marina Simonjan und Betzabeth Angelica Arguello Villegas                                                                                               |

## Russische Meisterschaften
| Jahr | Platz | Gewichtsklasse | Ergebnisse                                                                 |
| 2010 | 1.    | bis 55 kg      | vor Irina Ologonowa, Anna Maksimowa und Irina Kissel                       |
| 2012 | 2.    | bis 55 kg      | hinter Walerija Scholobowa, vor Irina Kissel und Marina Schischkin         |
| 2013 | 3.    | bis 55 kg      | hinter Walerija Scholobowa und Irina Kissel, gemeinsam mit Irina Ologonowa |
| 2014 | 1.    | bis 53 kg      | vor Natalja Malyschewa, Stalwira Orschusch und Ljubow Salnikowa            |
| 2017 | 1.    | bis 55 kg      | vor Nina Menkenowa, Marina Somonjan und Weronika Tschumikowa               |
| 2018 | 2.    | bis 55 kg      | hinter Ljubow Salnikowa, vor Nina Menkenowa und Marina Simonjan            |
| 2019 | 2.    | bis 57 kg      | hinter Olga Choroschawzewa, vor Alexandra Andrejewa und C. Murtasalijewa   |

Erläuterungen
- alle Wettkämpfe im freien Stil
- WM = Weltmeisterschaft, EM = Europameisterschaft
- Altersgruppen: „Cadets“ bis zum 17., „Juniors“ bis zum 20. Lebensjahr